# Paul Hanley
Paul Hanley (* 12. listopadu 1977 v Melbourne, Austrálie) je současný australský profesionální tenista.
 Ve své dosavadní kariéře vyhrál 23 turnajů ATP World Tour ve čtyřhře.

## Finálové účasti na turnajích ATP World Tour (43)

### Čtyřhra - výhry (23)
| Legenda                                                       |
| ATP Masters Series / ATP World Tour Masters 1000 (3)          |
| ATP International Series Gold / ATP World Tour 500 Series (6) |
| ATP International Series / ATP World Tour 250 Series (14)     |

| Č.  | Datum             | Turnaj                | Povrch      | Partner          | Soupeři ve finále              | Výsledek          |
| 1.  | 29. červenec 2001 | Sopoty, Polsko        | antuka      | Nathan Healey    | Irakli Labadze Attila Sávolt   | 7-6(10), 6-2      |
| 2.  | 12. leden 2003    | Sydney, Austrálie     | tvrdý       | Nathan Healey    | Mahesh Bhupathi Joshua Eagle   | 7-6(3), 6-4       |
| 3.  | 23. únor 2003     | Rotterdam, Nizozemsko | tvrdý (h)   | Wayne Arthurs    | Roger Federer Max Mirnyj       | 7-6(4), 6-2       |
| 4.  | 11. květen 2003   | Řím, Itálie           | antuka      | Wayne Arthurs    | Michaël Llodra Fabrice Santoro | 6-1, 6-3          |
| 5.  | 28. září 2003     | Šanghaj, Čína         | tvrdý       | Wayne Arthurs    | Shao Xuan Zeng Ben-Qiang Zhu   | 6-2, 6-4          |
| 6.  | 2. listopad 2003  | Paříž, Francie        | koberec (h) | Wayne Arthurs    | Michaël Llodra Fabrice Santoro | 6-3, 1-6, 6-3     |
| 7.  | 22. únor 2004     | Rotterdam, Nizozemsko | tvrdý (h)   | Radek Štěpánek   | Jonathan Erlich Andy Ram       | 5-7, 7-6(5), 7-5  |
| 8.  | 20. červen 2004   | Nottingham, Anglie    | tráva       | Todd Woodbridge  | Rick Leach Brian MacPhie       | 6-4, 6-3          |
| 9.  | 13. únor 2005     | San José, USA         | tvrdý (h)   | Wayne Arthurs    | Yves Allegro Michael Kohlmann  | 7-6(4), 6-4       |
| 10. | 22. květen 2005   | St. Pölten, Rakousko  | antuka      | Lucas Arnold Ker | Martin Damm Mariano Hood       | 6-3, 6-4          |
| 11. | 24. červenec 2005 | Indianapolis, USA     | tvrdý       | Graydon Oliver   | Simon Aspelin Todd Perry       | 6-2, 3-1 skreč    |
| 12. | 2. říjen 2005     | Bangkok, Thajsko      | tvrdý (h)   | Leander Paes     | Jonathan Erlich Andy Ram       | 5-6(5), 6-1, 6-2  |
| 13. | 16. říjen 2005    | Stockholm, Švédsko    | tvrdý (h)   | Wayne Arthurs    | Leander Paes Nenad Zimonjić    | 5-3, 5-3          |
| 14. | 26. únor 2006     | Rotterdam, Nizozemsko | tvrdý (h)   | Kevin Ullyett    | Jonathan Erlich Andy Ram       | 7-6(4), 7-6(2)    |
| 15. | 5. březen 2006    | Dubaj, SAE            | tvrdý       | Kevin Ullyett    | Mark Knowles Daniel Nestor     | 1-6, 6-2, 10-1    |
| 16. | 21. květen 2006   | Hamburg, Německo      | antuka      | Kevin Ullyett    | Mark Knowles Daniel Nestor     | 6-2, 7-6(8)       |
| 17. | 28. květen 2006   | Pörtschach, Rakousko  | antuka      | Jim Thomas       | Oliver Marach Cyril Suk        | 6-3, 4-6, 10-5    |
| 18. | 18. červen 2006   | Queen's Club, Anglie  | tráva       | Kevin Ullyett    | Jonas Björkman Max Mirnyj      | 6-4, 3-6, 10-8    |
| 19. | 15. říjen 2006    | Stockholm, Švédsko    | tvrdý (h)   | Kevin Ullyett    | Olivier Rochus Kristof Vliegen | 7-6(2), 6-4       |
| 20. | 14. leden 2007    | Sydney, Austrálie     | tvrdý       | Kevin Ullyett    | Mark Knowles Daniel Nestor     | 6-4, 6-7(3), 10-6 |
| 21. | 14. leden 2008    | Záhřeb, Chorvatsko    | tvrdý (h)   | Jordan Kerr      | Christopher Kas Rogier Wassen  | 6-3, 3-6, 10-8    |
| 22. | 26. červenec 2009 | Hamburg, Německo      | antuka      | Simon Aspelin    | Marcelo Melo Filip Polášek     | 6-3, 6-3          |
| 23. | 27. únor 2010     | Dubaj, SAE            | tvrdý       | Simon Aspelin    | Lukáš Dlouhý Leander Paes      | 6-2, 6-3          |

### Čtyřhra - prohry (20)
| Legenda                                                       |
| ATP Masters Series / ATP World Tour Masters 1000 (6)          |
| ATP International Series Gold / ATP World Tour 500 Series (2) |
| ATP International Series / ATP World Tour 250 Series (12)     |

| Č.  | Datum             | Turnaj              | Povrch    | Partner          | Vítězové                            | Výsledek            |
| 1.  | 24. červen 2001   | Nottingham, Anglie  | tráva     | Andrew Kratzmann | Donald Johnson Jared Palmer         | 6-4, 6-2            |
| 2.  | 7. říjen 2001     | Tokio, Japonsko     | tvrdý     | Nathan Healey    | Rick Leach David Macpherson         | 1-6, 7-6(6), 7-6(4) |
| 3.  | 14. červenec 2002 | Båstad, Švédsko     | antuka    | Michael Hill     | Jonas Björkman Todd Woodbridge      | 7-6(6), 6-4         |
| 4.  | 27. říjen 2002    | Stockholm, Švédsko  | tvrdý (h) | Wayne Arthurs    | Wayne Black Kevin Ullyett           | 6-4, 2-6, 7-6(4)    |
| 5.  | 3. srpen 2003     | Washington, USA     | tvrdý     | Chris Haggard    | Jevgenij Kafelnikov Sargis Sargsian | 7-5, 4-6, 6-2       |
| 6.  | 17. srpen 2003    | Cincinnati, USA     | tvrdý     | Wayne Arthurs    | Bob Bryan Mike Bryan                | 7-5, 7-6(5)         |
| 7.  | 26. říjen 2003    | Stockholm, Švédsko  | tvrdý (h) | Wayne Arthurs    | Jonas Björkman Todd Woodbridge      | 6-3, 6-4            |
| 8.  | 9. květen 2004    | Řím, Itálie         | antuka    | Wayne Arthurs    | Mahesh Bhupathi Max Mirnyj          | 2-6, 6-3, 6-4       |
| 9.  | 18. červenec 2004 | Los Angeles, USA    | tvrdý     | Wayne Arthurs    | Bob Bryan Mike Bryan                | 6-3, 7-6(6)         |
| 10. | 31. říjen 2004    | Stockholm, Švédsko  | tvrdý (h) | Wayne Arthurs    | Feliciano López Fernando Verdasco   | 6-4, 6-4            |
| 11. | 27. únor 2005     | Scottsdale, USA     | tvrdý     | Wayne Arthurs    | Bob Bryan Mike Bryan                | 7-5, 6-4            |
| 12. | 20. březen 2005   | Indian Wells, USA   | tvrdý     | Wayne Arthurs    | Mark Knowles Daniel Nestor          | 7-6(6), 7-6(2)      |
| 13. | 8. leden 2006     | Adelaide, Austrálie | tvrdý     | Kevin Ullyett    | Jonathan Erlich Andy Ram            | 7-6(4), 7-6(10)     |
| 14. | 6. srpen 2006     | Washington, USA     | tvrdý     | Kevin Ullyett    | Bob Bryan Mike Bryan                | 6-3, 5-7, 10-3      |
| 15. | 13. srpen 2006    | Montreal, Kanada    | tvrdý     | Kevin Ullyett    | Bob Bryan Mike Bryan                | 6-3, 7-5            |
| 16. | 20. květen 2007   | Hamburg, Německo    | antuka    | Kevin Ullyett    | Bob Bryan Mike Bryan                | 6-3, 6-4            |
| 17. | 12. srpen 2007    | Montreal, Kanada    | tvrdý     | Kevin Ullyett    | Mahesh Bhupathi Pavel Vízner        | 6-4, 6-4            |
| 18. | 12. duben 2009    | Casablanca, Maroko  | antuka    | Simon Aspelin    | Łukasz Kubot Oliver Marach          | 7-6(4), 3-6, 10-6   |
| 19. | 25. říjen 2009    | Stockholm, Švédsko  | tvrdý (h) | Simon Aspelin    | Bruno Soares Kevin Ullyett          | 6-4, 7-6(4)         |
| 20. | 14. únor 2010     | Rotterdam, Nizozemí | tvrdý (h) | Simon Aspelin    | Daniel Nestor Nenad Zimonjić        | 6-4, 4-6, 10-7      |

## Davisův pohár
Paul Hanley se zúčastnil 7 zápasů v Davisově poháru  za tým Austrálie s bilancí 0-2 ve dvouhře a 5-2 ve čtyřhře.

## Postavení na žebříčku ATP na konci roku

### Dvouhra
| Rok    | 1997 | 1998   | 1999   | 2000   | 2001   | 2002   | 2003    |
| Pořadí | 636. | ▲ 501. | ▲ 412. | ▼ 530. | ▼ 546. | ▼ 739. | ▼ 1168. |

### Čtyřhra
| Rok    | 1997 | 1998   | 1999   | 2000   | 2001  | 2002  | 2003  | 2004  | 2005  | 2006 | 2007  | 2008  | 2009  |
| Pořadí | 844. | ▲ 301. | ▲ 227. | ▲ 112. | ▲ 62. | ▲ 54. | ▲ 10. | ▼ 14. | ▲ 13. | ▲ 7. | ▼ 10. | ▼ 54. | ▲ 28. |